# Флаг Омского района
Флаг О́мского муниципального района Омской области Российской Федерации — опознавательно-правовой знак, служащий официальным символом муниципального образования.
Ныне действующий флаг утверждён решением Совета Омского муниципального района от 28 апреля 2020 года № 15 и внесён в Государственный геральдический регистр Российской Федерации с присвоением регистрационного номера 12992.

## Описание
«Прямоугольное двухстороннее полотнище с отношением ширины к длине 2:3, воспроизводящее фигуры из герба Омского района, выполненные белым, жёлтым, зелёным, красным и синим цветом».
Описание герба: «В рассечённом серебром и золотом, выложенном колосьями, поле, в оконечности — пояс, образованный справа червлёной, мурованной чёрным, стеной с обращёнными вниз малыми треугольными бастионами, а слева — выщербленным сверху и чешуйчатым снизу пониженно пересечённым лазурью и червленью поясом; поверх всего — зелёная вырастающая яблоня».

## Обоснование символики
Яблоня является символом не только Омского района, но всей Омской области. Яблоня сибирская — первое завезенное в Омскую область плодовое растение. В конце XIX века Павел Саввич Комиссаров взял в аренду землю, расположенную у станицы Усть-Заостровской и заложил сад, посадив яблоневые сорта «белый налив» и «коробовку». В настоящее время сад носит статус памятника природы регионального значения.
В гербе Омского района крона яблони изображена так, что своими очертаниями напоминает контуры границ Омского района. 24 листа в кроне яблони — аллегория 24 сельских (городское) образований, составляющих Омский район.
Символика яблони многозначна:
— символ плодородия;
— символ молодости и красоты, бессмертия;
— символ братства и согласия.
Серебряное поле с червлёным поясом — напоминает о гербе города Омска, подчеркивая дружеские связи Омска с одноимённым районом, окружающим город.
Золотое поле — символизирует сельскохозяйственное направление жизнедеятельности района, обеспечивающего продуктами питания жителей областного центра.
Волнистый пояс, состоящий из двух частей, символизирует основные реки Омского района. Более широкая лазоревая часть — символ реки Иртыш, вдоль которой почти на 120 километров простирается территория Омского района. Река способствует развитию производства, перемещению грузов, является символом общности всех живущих на ней. Более узкая червлёная (красная) часть символ основного притока Иртыша (в границах Омского района) — реки Омь, дно которой выслано красной глиной.
Белый цвет (серебро) — символ чистоты, открытости, божественной мудрости, примирения.
Жёлтый цвет (золото) — символ высшей ценности, величия, богатства, урожая.
Синий цвет — символ возвышенных устремлений, искренности, преданности, возрождения.
Зелёный цвет символизирует весну и природу, здоровье, молодость и надежду.
Красный цвет символизирует труд, жизнеутверждающую силу, мужество, праздник, красоту.

## Первый флаг
Первый флаг был утверждён 17 мая 2004 года как флаг Омского муниципального образования.
В ходе муниципальной реформы Омское муниципальное образование было преобразовано в Омский муниципальный район и с 1 января 2006 года данный флаг стал флагом Омского муниципального района.
«Флаг Омского муниципального района представляет собой прямоугольное полотнище из трёх равновеликих вертикальных полос: слева — зелёного, в центре — жёлтого с изображением элементов колосьев, справа — синего цвета. Отношение ширины флага к его длине 2:3».